# Myrmecaelurus pittawayi
Myrmecaelurus pittawayi is een insect uit de familie van de mierenleeuwen (Myrmeleontidae), die tot de orde netvleugeligen (Neuroptera) behoort. 
Myrmecaelurus pittawayi is voor het eerst wetenschappelijk beschreven door Hölzel in 1983.